# 1240
Năm 1240 là một năm trong lịch Julius.

## Sinh
- Abulafia, nhà triết học Do Thái Malta (mất 1292)
- Đức Giáo hoàng Benedict XI (mất năm 1304)
- Sigerus của Brabant, nhà thần học người Pháp (mất 1284)
- Albert những suy biến, lã̉nh chúa của Thüringen (khoảng ngày; mất năm 1314)